# Charles Merz
Charles Merz  (* 23. Februar 1893 in Sandusky, Ohio; † 1. September 1977 in New York City) war ein US-amerikanischer Journalist und von 1938 bis 1961 editorial director (etwa: Chefredakteur) der New York Times.

## Leben
Charles Merz war der Sohn von Sakie Prout und Charles Hope Merz (1861–1947), eines Arztes und Verlegers einer Freimaurerzeitschrift, welcher Bücher über Freimaurerei schrieb. Er besuchte die Sandusky High School, wo er eine Schülerzeitung herausgab. In den Ferien arbeitete er bei den Lokalzeitungen The Register und The Star Journal. Er studierte Englische Geschichte und Wirtschaftswissenschaft an der Yale University, wo er 1915 graduierte. Anschließend wurde er Redakteur bei Harper’s Weekly und bereits im ersten Jahr managing editor des Nachrichtenmagazins, dessen letzte Ausgabe jedoch am 13. Mai 1916 erschien. Von 1916 bis 1918 war er Korrespondent der von Herbert Croly und Walter Lippmann gegründeten The New Republic in Washington, D.C.
Nach dem Eintritt der Vereinigten Staaten in den 1. Weltkrieg wurde Merz in die American Expeditionary Forces als Oberleutnant zur war department Military Intelligence Division in Frankreich eingezogen. Er war Assistent der US-amerikanischen Kommission für die Pariser Friedenskonferenz 1919. Von 1919 bis 1921 gehörte er zur Verlagsleitung von The New Republic. 
Mit Walter Lippmann, mit dem er beim Nachrichtendienst in Frankreich war, veröffentlichte er am 4. August 1920 die Studie A Test of the News zur Objektivität und Neutralität der Presseberichterstattung am Beispiel der New York Times-Berichterstattung über die Russische Revolution. Von 1921 bis 1923 war Merz als Korrespondent für New York World in Europa und Asien beschäftigt. Von 1924 bis 1931 war er Redakteur der New York World. Einen Tag vor Erscheinen der letzten Ausgabe der World wechselte er 1931 in den Redaktionsstab der The New York Times.
Im November 1938 berief Arthur Hays Sulzberger, der Herausgeber der New York Times, Merz zum editorial director (etwa: Chefredakteur) der Tageszeitung. In seinen Leitartikeln war er unter anderem ein leidenschaftlicher Verfechter der Einführung der Wehrpflicht zu Beginn des Zweiten Weltkriegs. In den frühen 1950er-Jahren waren die NYT-Meinungsseiten ausgesprochen kritisch gegenüber Joseph McCarthy, doch stammten diese Editorials meist von Merz’ Mitarbeiter John Oakes. 1961 ging Merz in Ruhestand und verbrachte fortan einen wesentlichen Teil seiner Zeit auf Cape Cod.
Seit Juni 1924 war Merz mit Evelyn Scott aus Bennington (Vermont) verheiratet. Er erhielt Doktorwürden von der Yale University, Columbia University und der Colgate University, außerdem war er Kurator der Solomon R. Guggenheim Foundation sowie der Russell Sage Foundation.

## Veröffentlichungen
- 1924: Centerville, U.S.A. Books for Libraries Press, ISBN 978-0-8369-3922-4 (Porträt einer amerikanischen Kleinstadt und ihrer Bewohner, das vor allem auf Merzs Hintergrund in Sandusky basiert.).
- 1928: The Great American Band Wagon
- 1931: The Dry Decade über die Zeit der Prohibition.
- 1933: The United States in World Affairs in 1932
- 1941: Days of Decision